# Département de Castellanos
Le département de Castellanos est une des 19 subdivisions de la province de Santa Fe, en Argentine. Son chef-lieu est la ville de Rafaela.
Le département a une superficie de 6 600 km2. Sa population s'élevait à 162 165 habitants en 2001.

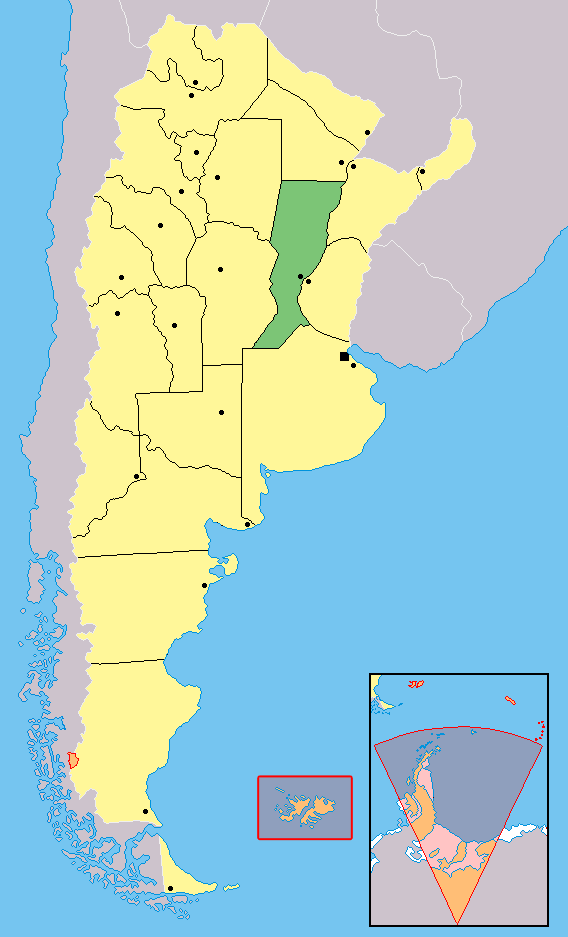
Localisation de la province de Santa Fe en Argentine.